# Lista över fornlämningar i Säffle kommun (Ölserud)
Lista över fornlämningar i Säffle kommun (Ölserud) är en förteckning av ett urval av de fornlämningar som finns i Ölserud i Säffle kommun.
| Namn                          | Lämningstyp         | Tillkomsttid | Historisk indelning | Plats | Läge                 | ID-nr          | Bild                                 |
| ----------------------------- | ------------------- | ------------ | ------------------- | ----- | -------------------- | -------------- | ------------------------------------ |
| Ölserud 5:1                   | Stenkrets           |              | Ölserud, Värmland   |       | 58.998541, 13.148882 | 10220800050001 | Ladda upp en bild av detta fornminne |
| Ölserud 5:2                   | Gravfält            |              | Ölserud, Värmland   |       | 58.998536, 13.148879 | 10220800050002 | Ladda upp en bild av detta fornminne |
| Ölserud 6:1                   | Röse                |              | Ölserud, Värmland   |       | 58.998014, 13.148501 | 10220800060001 | Ladda upp en bild av detta fornminne |
| Ölserud 6:2                   | Röse                |              | Ölserud, Värmland   |       | 58.997900, 13.148379 | 10220800060002 | Ladda upp en bild av detta fornminne |
| Ölserud 6:3                   | Röse                |              | Ölserud, Värmland   |       | 58.997763, 13.148352 | 10220800060003 | Ladda upp en bild av detta fornminne |
| Ölserud 7:1                   | Röse                |              | Ölserud, Värmland   |       | 58.997301, 13.153714 | 10220800070001 | Ladda upp en bild av detta fornminne |
| Ölserud 7:2                   | Stensättning        |              | Ölserud, Värmland   |       | 58.997210, 13.153481 | 10220800070002 | Ladda upp en bild av detta fornminne |
| Ölserud 9:1                   | Stensättning        |              | Ölserud, Värmland   |       | 59.008599, 13.149709 | 10220800090001 | Ladda upp en bild av detta fornminne |
| Ölserud 10:1                  | Röse                |              | Ölserud, Värmland   |       | 59.010790, 13.150053 | 10220800100001 | Ladda upp en bild av detta fornminne |
| Ölserud 10:2                  | Stensättning        |              | Ölserud, Värmland   |       | 59.010913, 13.150160 | 10220800100002 | Ladda upp en bild av detta fornminne |
| Ölserud 13:2                  | Kyrka/kapell        |              | Ölserud, Värmland   |       | 59.016233, 13.165275 | 10220800130002 | Ladda upp en bild av detta fornminne |
| Ölserud 14:1                  | Stensättning        |              | Ölserud, Värmland   |       | 59.011622, 13.170354 | 10220800140001 | Ladda upp en bild av detta fornminne |
| Ölserud 14:2                  | Stensättning        |              | Ölserud, Värmland   |       | 59.011496, 13.170623 | 10220800140002 | Ladda upp en bild av detta fornminne |
| Ölserud 15:1                  | Röse                |              | Ölserud, Värmland   |       | 59.019927, 13.174088 | 10220800150001 | Ladda upp en bild av detta fornminne |
| Ölserud 15:2                  | Stensättning        |              | Ölserud, Värmland   |       | 59.020087, 13.174314 | 10220800150002 | Ladda upp en bild av detta fornminne |
| Ölserud 16:1                  | Stensättning        |              | Ölserud, Värmland   |       | 59.006697, 13.082281 | 10220800160001 | Ladda upp en bild av detta fornminne |
| Ölserud 17:1                  | Stensättning        |              | Ölserud, Värmland   |       | 59.003653, 13.143213 | 10220800170001 | Ladda upp en bild av detta fornminne |
| Ölserud 18:1                  | Gravfält            |              | Ölserud, Värmland   |       | 59.018716, 13.187087 | 10220800180001 | Ladda upp en bild av detta fornminne |
| Ölserud 19:1                  | Stensättning        |              | Ölserud, Värmland   |       | 59.020614, 13.182983 | 10220800190001 | Ladda upp en bild av detta fornminne |
| Ölserud 19:2                  | Stensättning        |              | Ölserud, Värmland   |       | 59.020583, 13.182742 | 10220800190002 | Ladda upp en bild av detta fornminne |
| Ölserud 20:1                  | Stensättning        |              | Ölserud, Värmland   |       | 59.029640, 13.185181 | 10220800200001 | Ladda upp en bild av detta fornminne |
| Ölserud 21:1                  | Stensättning        |              | Ölserud, Värmland   |       | 59.031764, 13.188762 | 10220800210001 | Ladda upp en bild av detta fornminne |
| Ölserud 30:1                  | Stensättning        |              | Ölserud, Värmland   |       | 59.035668, 13.188672 | 10220800300001 | Ladda upp en bild av detta fornminne |
| Ölserud 31:1                  | Stensättning        |              | Ölserud, Värmland   |       | 59.038731, 13.186859 | 10220800310001 | Ladda upp en bild av detta fornminne |
| Villkorsberget (Ölserud 34:1) | Fornborg            |              | Ölserud, Värmland   |       | 59.043941, 13.227511 | 10220800340001 | Ladda upp en bild av detta fornminne |
| Ölserud 35:1                  | Stenkammargrav      |              | Ölserud, Värmland   |       | 59.011675, 13.211289 | 10220800350001 | Ladda upp en bild av detta fornminne |
| Ölserud 38:1                  | Röse                |              | Ölserud, Värmland   |       | 58.996241, 13.213591 | 10220800380001 | Ladda upp en bild av detta fornminne |
| Vikelåsen (Ölserud 40:1)      | Fornborg            |              | Ölserud, Värmland   |       | 58.999617, 13.230665 | 10220800400001 | Ladda upp en bild av detta fornminne |
| Ölserud 44:1                  | Stensättning        |              | Ölserud, Värmland   |       | 59.043617, 13.225297 | 10220800440001 | Ladda upp en bild av detta fornminne |
| Ölserud 44:2                  | Stensättning        |              | Ölserud, Värmland   |       | 59.043433, 13.225145 | 10220800440002 | Ladda upp en bild av detta fornminne |
| Ölserud 46:1                  | Stenkammargrav      |              | Ölserud, Värmland   |       | 59.042110, 13.130583 | 10220800460001 | Ladda upp en bild av detta fornminne |
| Ölserud 50:1                  | Stensättning        |              | Ölserud, Värmland   |       | 59.036318, 13.133182 | 10220800500001 | Ladda upp en bild av detta fornminne |
| Ölserud 51:1                  | Stensättning        |              | Ölserud, Värmland   |       | 59.015710, 13.151482 | 10220800510001 | Ladda upp en bild av detta fornminne |
| Ölserud 52:1                  | Stensättning        |              | Ölserud, Värmland   |       | 58.996912, 13.104546 | 10220800520001 | Ladda upp en bild av detta fornminne |
| Ölserud 53:1                  | Stensättning        |              | Ölserud, Värmland   |       | 59.005600, 13.138900 | 10220800530001 | Ladda upp en bild av detta fornminne |
| Ölserud 53:2                  | Stensättning        |              | Ölserud, Värmland   |       | 59.005595, 13.139092 | 10220800530002 | Ladda upp en bild av detta fornminne |
| Ölserud 54:1                  | Stensättning        |              | Ölserud, Värmland   |       | 59.019290, 13.179286 | 10220800540001 | Ladda upp en bild av detta fornminne |
| Ölserud 55:1                  | Stensättning        |              | Ölserud, Värmland   |       | 59.034233, 13.151079 | 10220800550001 | Ladda upp en bild av detta fornminne |
| Ölserud 56:1                  | Stensättning        |              | Ölserud, Värmland   |       | 59.036378, 13.150709 | 10220800560001 | Ladda upp en bild av detta fornminne |
| Ölserud 90:1                  | Stensättning        |              | Ölserud, Värmland   |       | 59.002242, 13.116220 | 10220800900001 | Ladda upp en bild av detta fornminne |
| Ölserud 93:1                  | Stensättning        |              | Ölserud, Värmland   |       | 58.999427, 13.114586 | 10220800930001 | Ladda upp en bild av detta fornminne |
| Ölserud 94:1                  | Stensättning        |              | Ölserud, Värmland   |       | 59.023332, 13.237929 | 10220800940001 | Ladda upp en bild av detta fornminne |
| Ölserud 96:1                  | Stensättning        |              | Ölserud, Värmland   |       | 59.000234, 13.120387 | 10220800960001 | Ladda upp en bild av detta fornminne |
| Ölserud 97:1                  | Stensättning        |              | Ölserud, Värmland   |       | 58.998750, 13.118265 | 10220800970001 | Ladda upp en bild av detta fornminne |
| Ölserud 100:1                 | Stensättning        |              | Ölserud, Värmland   |       | 59.020663, 13.187156 | 10220801000001 | Ladda upp en bild av detta fornminne |
| Ölserud 101:1                 | Hög                 |              | Ölserud, Värmland   |       | 59.039568, 13.225003 | 10220801010001 | Ladda upp en bild av detta fornminne |
| Ölserud 102:1                 | Stensättning        |              | Ölserud, Värmland   |       | 59.040374, 13.227038 | 10220801020001 | Ladda upp en bild av detta fornminne |
| Ölserud 118                   | Stensättning        |              | Ölserud, Värmland   |       | 59.001404, 13.100885 | 12000000081622 | Ladda upp en bild av detta fornminne |
| Ölserud 119                   | Hällbild            |              | Ölserud, Värmland   |       | 59.022389, 13.124537 | 12000000081623 | Ladda upp en bild av detta fornminne |
| Ölserud 121                   | Stensättning        |              | Ölserud, Värmland   |       | 58.999568, 13.169676 | 12000000081625 | Ladda upp en bild av detta fornminne |
| Ölserud 123                   | Lägenhetsbebyggelse |              | Ölserud, Värmland   |       | 59.004569, 13.168860 | 12000000081627 | Ladda upp en bild av detta fornminne |
| Ölserud 124                   | Lägenhetsbebyggelse |              | Ölserud, Värmland   |       | 59.012712, 13.151618 | 12000000081628 | Ladda upp en bild av detta fornminne |
| Ölserud 131                   | Kvarn               |              | Ölserud, Värmland   |       | 59.007242, 13.236836 | 12000000113766 | Ladda upp en bild av detta fornminne |
| Ölserud 133                   | Stensättning        |              | Ölserud, Värmland   |       | 59.031552, 13.228512 | 12000000113768 | Ladda upp en bild av detta fornminne |